# Shkumbin
Shkumbin er en flod beliggende centralt i Albanien. Floden  bliver regnet som skillelinje mellem de to albanske dialekter, toskisk (på sydsiden) og gegisk (på nordsiden). Flodens udspring ligger sydvest for byen Pogradec, hvorfra den først løber mod nord, og så krydser  næsten hele Albanien fra øst til vest før den løber  ud i Adriaterhavet lige  øst for byen Rogozhinë.
Shkumbin var i ældre tider kendt som Genusus.